# Азракиты
Азраки́ты (араб. أزارقة‎‎) — последователи нетерпимого ответвления хариджитского течения ислама, возникшего в конце VII века. Основатель секты — Абу Рашид Нафи ибн аль-Азрак.

## История
В 80-х годах VII века Нафи ибн аль-Азрак и его военачальники (Атия ибн аль-Асвад, Абдуллах ибн аль-Махуз и его братья Усман и аз-Зубайр, Амр ибн Умайр аль-’Анбари, Катари ибн аль-Фуджа'а аль-Мазини, братья Убайда ибн аль-Хилиль аль-Йашкури и его брат Мухарраз, Сахр ибн Хабиб ат-Тамими, Салих ибн Михрак аль-Абди, Абд Раббихи аль-Кабир и Абд Раббихи ас-Сагир) во главе 30 тысячного войска начали мощное восстание в Ираке, которое было направлено как против Омейядов, так и против шиитов. К восставшим присоединились хариджиты Омана и Йамамы. Нафи ибн аль-Азрак с 20 тысячным войском выступил из Басры (Ирак) в Ахваз и взяли его под контроль вместе с Фарсом и Керманом.
Против азракитов были посланы Абдуллах ибн аль-Харис ибн Науфаль ан-Науфали, Муслим ибн Убайс ибн Кариз ибн Хабиб, Усман ибн Абдуллах ибн Муаммар ат-Тамими, Харис ибн Бадр аль-’Аттаби, но почти все они были убиты, а их войска обратились в бегство. Освобождая рабов и выступая защитниками угнетенных, азракиты находили поддержку среди сельского населения Халифата, главным образом среди персов. Однако, их фанатическая нетерпимость к тем, кто не разделял их воззрения и жестокость сужали социальную базу движения. К тому же в самом лагере азракитов вспыхнула вражда между персами и арабами.
После смерти Нафи ибн аль-Азрака лидером азракитов был выбран Катари ибн аль-Фуджа'а аль-Мазини, принявший титул халифа и «амира верующих», сопровождающий его имя на его монетах. Чеканку своей монеты он начал в 69 г.х. (688-689 г. н.э.) и продолжал в течение 9 лет. По местам обнаружения монет Катари возможно говорить о размерах подвластной ему территории: Истахр, Бишапур, Йезд, Дарабджерд, Таввадж. Восточнее, за Дарабджендом, начинались владения другого вождя, Атийа ибн аль-Асвада, изгнанного из Омана. К чеканке своей монеты он приступил в 70 г.х. (689-690 г. н.э.). Чеканилась она в Джируфте, Хурмузде, Бардсире и Хабидже. На монетах Атийи титул "амир верующих" отсутствует, однако никаких признаков вассальной зависимости Атийи от Катари не имеется. Вес большинства монет обоих правителей соответствует арабо-сасанидскому стандарту в 3,7-4 г., что косвенно свидетельствует о нормальном состоянии экономики областей, подконтрольных хариджитам. Таким образом, владения хариджитских вождей отсекали от Халифата его крайнюю восточную часть - Синд - сообщение с которой было возможно только по морю из Омана.
Впоследствии против азракитов был послан ал-Мухаллаб ибн Абу Суфр, который вёл безуспешную борьбу в течение 19 лет.Относительных успехов в отвоевывании Южного Ирака правительственные войска начали добиваться только после 694 г. н.э., когда губернатором Ирака был назначен аль-Хаджжадж ибн Юсуф. Военные успехи ал-Хаджжаджа дополнили подрывную деятельность ал-Мухаллаба: он посылал в лагерь Катари подложные письма с благодарностью и деньгами за якобы оказанные услуги; подсылал якобы наивных людей с каверзными вопросами, решение которых вызывало споры между хариджитами и - на этой почве - раскол. Разногласия теоретически-правового и богословского характера подстёгивали уже имеющееся недовольство фигурой Катари и его окружением: многие считали, что командир своевольничает, не считается с мнением общины, казнит безвинных и милует виновных из окружения. К этому прибавились так же разногласия между арабами и мавлами, которых арабы считали ниже по положению, но которые составляли 2/3 войска Катари. По мере того, как азракиты терпели поражения от войск ал-Хаджжаджа, семена посеянного раздора давали всё более бурные всходы. Атака хариджитов на Сабур в День Жертвоприношения (20 марта 696) была отбита; отступившие по дороге в Шираз к ущелью Бавван отряды снова были разбиты и переместились к Истахру. После осады, затянувшейся на несколько месяцев, азракиты покинули город и, устроив погром в наказание жителям за сношения с ал-Мухаллабом, укрылись в городке ал-Байда. Под ал-Байда так же произошло несколько боёв, после чего азракиты сдали и этот город, после чего отступали на восток, не принимая боёв.
Череда поражений подорвала боевой дух азракитов; тайное недовольство вождём вылилось в открытые обвинения и неповиновение. Поступило предложение отказаться от халифатства и передать полномочия более достойному человеку; Катари согласился передать полномочия некоему ал-Мука'тари ал-Абди, что привело к ещё большему недовольству и расколу войска на 3 лагеря. Около 7-8 тысяч воинов присягнуло Абд Раббихи аль-Кабриру, 4 тысячи - Абд Раббихи ас-Сагиру, и только 4 тысячи (то есть 1/4) осталась с Катари. Первые 2 группы составляли в основном мавлы, последнюю - арабы. Дальнейшие события у арабских источников излагаются различно, но все сходятся на одном: под Джируфт группировки азракитов сошлись в бою, победу в котором одержали сторонники Катари, аль-Кабир отступил, а ас-Сагир - погиб. Полноценное войско, однако, перестало существовать, так что Катари со своим помощником и осколками отряда отступил на север, в район Рейа, где укрылся в горах Табаристана. Испахбед реиона, признававший власть халифа лишь номинально, оказал азракитам покровительство - однако здесь Катари рассорился с Убайдой, который с частью людей ушёл в Кумис. Оттуда Убайда выслал ал-Мухаллабу письмо в стихах с разъяснением причин своих поступков; письмо попало точно в цель: после окончательного разгрома азракитов ал-Мухаллаб на свои деньги выкупил детей Убайды за 50 000 дирхемов.
Оставшиеся после боя в Джируфте азракиты покинули город и ал-Мухаллаб беспрепятственно вошёл в него. Перегруппировавшись, большинство азракитов присягнуло Абд Раббихи аль-Кабиру как новому халифу, что вызвало недовольство Атийи, претендовавшего на тот же титул. Произошла ссора, в ходе которой аль-Кабир убил Атийу, после чего сторонники Атийи покинули лагерь азракитов и пришли к ал-Мухаллабу; попросив о помиловании, они получили его.
Даже имея такое преимущество, ал-Мухаллаб не стремился форсировать события и ждал дальнейших расколов среди азракитов. Только постоянное давление ал-Хаджжаджа через посланцев-контроллёров перейти к активным действиям. Азракиты контратаковали и взяли Джируфт - однако ал-Мухаллаб успел вывезти продовольствие, превратив город в ловушку. Вылазки осаждённых одна за другой оканчивались провалами, начался голод. В последней, отчаянной попытке прорвать блокаду азракиты были окончательно разгромлены и покинули поле боя, оставив на нём 4000 убитых, среди которых был и сам Абд Раббихи аль-Кабир. Ал-Мухаллаб проявил милосердие к сдающимся и даже разрешил родственникам брать раненых врагов на излечение при условии, что тех будут отвращать от вредных убеждений, и лишь кто не отречётся - будет казнён. Семьи же убитых азракитов стали добычей победителей.
Вышеописанные события в классических источниках плохо датированы. Аль-Куфи и ибн Абу-л-Хадид не датируют события с битвы под Сабром до бегства Катари; Халифа и ат-Табари помещают все события в 77 г.х. (696-697 г. н.э.) (51). Взятие Джируфта ал-Мухаллабом, скорее всего, произошло не ранее конца этого года хиджры, так как в 77 г.х. Катари всё ещё чеканил свою монету в этом городе.
Весной следующего года ал-Хаджжадж вызвал ал-Мухаллаба для отчёта, позволив оставить наместником, кого пожелает; ал-Мухаллаб оставил наместником своего сына Йазида. За это время Катари успел взять верх над испахбедом Табаристана, укрывшего его, и добивать мятежника был направлен Суфйан ибн ал-Абрад с отрядом сирийской конницы. Никаких подробностей о военных действиях в Табаристане не сообщается, даже смерть Катари описывается различно. По одной версии, в бою конь Катари споткнулся, всадник упал, следом за ним упал конь - и сломал Катари бедро. Беспомощного тут же добили. По другой версии, после разгрома Катари бежал в горы, где, изнывая от жажды, попросил у встречного крестьянина напиться, а тот потребовал платы вперёд. Кроме оружия, у Катари ничего не было, а отдавать его он отказался; завязалась драка, крестьянин бросил камень и сломал Катару бедро, после чего привёл его врагов. В обеих историях совпадает только две вещи: сломанное бедро и имя мавлы, убившего Катари - Базам. Отколовшийся от Катари Убайда был осаждён Суфйаном в одной из крепостей Кумиса. На предложение помилования в обмен на казнь зачинщиков никто не реагировал, а когда кончились все продукты и были съедены все кони, азракиты вышли из крепости и дали последний бой, в котором погиб и Убайда.
Все эти события ат-Табари помещает в 77 г.х. для связности повествования - и сам же замечает, что Катари и Убайда погибли в 79 г.х., в один год с вождём суфритов Шабибом ибн Йазидом; Халифа разносит эти события на один год, датируя смерти вождей азракитов 78 г.х.
В VIII—IX веках продолжались выступления азракитов в Иране (869—883), где их центром с VIII века был Систан. В Нижнем Ираке и Хузистане в течение 14 лет продолжалось восстание черных рабов-зинджей, вождём которого был азракит Али ибн Мухаммад. На сегодняшний день у этого течения отсутствуют последователи и оно считается исчезнувшим.

## Учение
Приверженцы азракизма принуждались к участию в вооружённой борьбе против незаконных властителей, а уклоняющихся от этой обязанности они объявляли неверными — кафирами — и разрешали их убийство. Нафи ибн аль-Азрак даже разрешал убивать детей и женщин своих противников. При этом, азракиты не распространяли принцип убиения «вероотступников» на христиан и иудеев, так как считали, что они не изменили учению пророка Исы (Иисуса) и Мусы (Моисея).
Подобно всем хариджитам, они объявляли неверными мусульман, которые совершили большие грехи (аль-кабаир), и утверждали, что они вечно пребудут в адском огне. Азракиты безусловно отрицали принцип «благоразумного скрывания веры» (такия). Они признавали имамат «достойнейшего» (афдал), т. е. того претендента, который выступит с оружием в руках и призовет людей к борьбе с «неверующими» и не допускали имамат «превзойденного» (мафдул). Исходя из этого, они объявили неверующими халифа Али ибн Абу Талиба, Усмана ибн Аффана и их приверженцев.
Неподконтрольные им территории азракиты считали «землёй войны» (дар аль-харб), а её население подлежало истреблению. Азракиты испытывали переселившихся к ним тем, что предлагали убить раба. Того, кто отказывался, убивали сами как «лицемера» и «многобожника».